# Marcin Zadworny
Marcin Zadworny – polski biolog, doktor habilitowany nauk rolniczych, profesor na Uniwersytecie Przyrodniczym w Poznaniu, specjalista od ekofizjologii roślin.

## Kariera naukowa
W 2001 roku na Uniwersytecie im. Adama Mickiewicza w Poznaniu uzyskał tytuł magistra biologii. W 2006 roku w Instytucie Dendrologii Polskiej Akademii Nauk uzyskał stopień doktora nauk biologicznych w zakresie biologii na podstawie pracy pt. Morfologiczne i cytologiczne aspekty mikopasożytniczych właściwości grzyba mikoryzowego Laccaria laccata, której promotorem był Antoni Werner. W tym samym roku został zatrudniony w tymże instytucie, a w 2017 roku uzyskał w nim stopień doktora habilitowanego nauk biologicznych w dyscyplinie biologii na podstawie dorobku naukowego i rozprawy pt. Zróżnicowanie i znaczenie funkcjonalne drobnych korzeni drzew leśnych. W 2022 roku zakończył pracę w instytucie i został zatrudniony na Uniwersytecie Przyrodniczym w Poznaniu.